# Jim White
James Charles White (Chicago, 5 settembre 1948 – Denver, settembre 1981) è stato un giocatore di football americano statunitense che ha militato nel ruolo di defensive end nella National Football League (NFL) e nella Canadian Football League (CFL).

## Carriera

### BC Lions
White firmò con i BC Lions della Canadian Football League nel 1971. Fu inizialmente utilizzato come tight end, facendo registrare 2 ricezioni per 28 yard ma come giocò come defensive end per la maggior parte della sua carriera con i Lions finché non fu svincolato il 15 settembre 1971, venendo sostituito dall'ex defensive lineman di Michigan Pete Newell. Il mese successivo rifirmò con la squadra dopo che una serie di infortuni colpirono i Lions, incluso quello del defensive end Jim Duke.
Il 30 ottobre 1971, nel corso del quarto periodo dell'ultima gara della stagione (una vittoria per 31–7 sui Calgary Stampeders), White fu espulso per una rissa con l'offensive lineman Lanny Boleski.
Per il termine della stagione 1971, White era considerato uno dei migliori defensive linemen della CFL.

### New England Patriots
White fu scelto nel corso del terzo giro del Draft NFL 1972 dai New England Patriots, come 73º assoluto. Fu il secondo giocatore di Colorado State chiamato quell'anno, dopo Lawrence McCutcheon, selezionato dai Los Angeles Rams tre scelte prima di White. I Patriots ritenevano che White avesse il potenziale per essere il miglior rookie difensivo della NFL e anche uno dei migliori nel suo ruolo nel football professionistico. Firmò con la franchigia il 6 maggio 1972.
White scese in campo nelle prime sei gare della stagione ma non fu nominato titolare fino alla settima, la gara del 29 ottobre contro i New York Jets. Nella sconfitta per 34–10, partì come defensive end sinistro, dopo la decisione dell'allenatore John Mazur di spostare Julius Adams da end sinistro a tackle. White rimase il titolare sinistro per sei partite consecutive, tutte perse dai Patriots.
Nel corso della stagione 1972, White disputò 13 partite, saltando solo l'ultima gara della stagione, una sconfitta contro i Denver Broncos, giunta dopo il licenziamento dell'allenatore Mazur. In stagione mise a segno un solo sack.
I Patriots svincolarono White il 6 settembre 1973.

### Miami Dolphins
Il 10 settembre 1973 White firmò con i Miami Dolphins un contratto da riserva. Tuttavia non scese mai in campo con la squadra.

### Houston Oilers
White firmò con gli Houston Oilers nel 1974. Fu parte della squadra per due stagioni, disputando 12 gare nel 1974 e tutte e 14 nel 1975. Fece registrare 3,5 sack e un fumble recuperato con gli Oilers.
Gli Oilers svincolarono White il 9 settembre 1976.

### Seattle Seahawks
Più tardi quello stesso 9 settembre, White firmò con i Seattle Seahawks per la loro stagione inaugurale. Disputò le prime due partite con il club, entrambe sconfitte contro i St. Louis Cardinals e i Washington Redskins, prima di venire svincolato il 27 settembre 1976.

### Denver Broncos
Il 21 ottobre 1976 White passò ai Denver Broncos, che avevano appena spostato il cornerback Chris Pane in lista infortunati per fare spazio a White nel roster. Come Bronco disputò 7 partite, di cui una come titolare, facendo registrare un fumble recuperato, 10 tackle e un field goal bloccato.
White fu assente dai quattro giorni di allenamento dei Broncos nel maggio 1977, portando alla conclusione che fosse stato svincolato.

## Morte
White morì nel settembre 1981 a Denver, Colorado. Scomparve a causa di un tumore al fegato, attribuito al suo possibile uso di steroidi, che lo renderebbe il primo giocatore della NFL morto a causa dell'uso di sostanze dopanti.